# Roodkruinamazone
De roodkruinamazone (Amazona rhodocorytha) is een amazonepapegaai uit de familie Psittacidae (papegaaien van Afrika en de Nieuwe Wereld). Het is een kwetsbare endemische vogelsoort in Brazilië.

## Kenmerken
De vogel is 35 cm lang. Het is een helder groene papegaai met een duidelijke rode vlek voor op de kruin en een gele vlek tussen de snavel en het oog en lichtpaars tot bruine wangen en keel. De vleugels zijn donker en de vleugelveren zijn rood aan de basis. De staart is groen met rode vlekken en gele uiteinden.

## Verspreiding en leefgebied
Deze soort is endemisch in Oost- en Zuidoost-Brazilië. Het leefgebied is vochtig tropisch bos in het laagland, maar de vogels worden ook aangetroffen in koffieplantages en boomgaarden met tropisch fruit zoals papaja en mango's. De vogel stond tot 2016 als bedreigd op de Rode Lijst van de IUCN, maar bleek toch minder zeldzaam, vooral in de deelstaat  Espírito Santo bleek de vogel frequent voor te komen in restanten bos. Overigens wordt het leefgebied op veel plaatsen bedreigd door ontbossingen en vangst voor de vogelhandel, daarom staat deze papegaai sinds 2017 als kwetsbaar op de rode lijst.